# Bernhard Wachstein

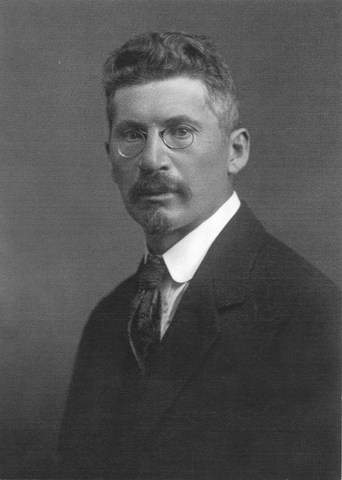
Bernhard Wachstein

Bernhard Wachstein (geboren 31. Januar 1868 in Tluste, Galizien, Österreich-Ungarn; gestorben 15. Januar 1935 in Wien) war ein jüdischer Gelehrter (Gemeindegeschichte, Bibliographie, Epitaphie), der die Bibliothek der Wiener Israelitischen Gemeinde von Grund auf neu aufbaute, erweiterte und modernisierte sowie auf bibliographischem Gebiet, insbesondere zur Geschichte der österreichischen Judenschaft, bedeutende Grundlagenarbeiten lieferte.

## Leben
Bernhard Wachstein ließ sich nach Absolvierung seiner talmudischen, philosophischen, historischen und bibliographischen Studien in Wien nieder. 1903 wurde er Bibliothekar der Israelitischen Kultusgemeinde Wien, in der er und für die er 32 Jahre lang arbeitete. Als der Leiter der Bibliothek, Bernhard Münz, 1919 starb, wurde er dessen Nachfolger.
Wachstein befasste sich auch mit der Familienforschung, die in der jüdischen Geschichte einen hervorragenden Stellenwert einnimmt, und wurde ein bedeutender Kenner auf diesem Gebiet.
Bernhard Wachstein war mit der Lehrerin Marie Weiss verheiratet. Sein Sohn Max Wachstein (geboren 1905) überlebte die Haft im KZ Dachau und im KZ Buchenwald und wurde später Pathologe in den USA, seine Tochter Sonia Wachstein (1907–2001) wurde in Österreich Gymnasiallehrerin, floh 1938 vor der rassistischen Verfolgung und wurde Sozialarbeiterin in den USA.

## Schriften (Auswahl)
- Wiener hebräische Epitaphien. Hölder, Wien 1907 (Sitzungsberichte; 156,4) (Digitalisat).
- zusammen mit Alfred Landau: Jüdische Privatbriefe aus dem Jahre 1619. Braumüller, Wien und Leipzig 1911 (Quellen und Forschungen zur Geschichte der Juden in Deutsch-Österreich; 3).
- Die Gründung der Wiener Chewra Kadischa, 1911.
- Das Testament der Baronin Eleonora Wetzlar v. Plankenstern. In: Archiv für jüdische Familienforschung, Kunstgeschichte und Museumswesen, Jg. 1 (1912–1913), Heft 2–3, S. 4–19 (Digitalisat).
- Katalog der Salo Cohn'schen Schenkungen
  - Bd. 1: Bücher aus der Sammlung des Rabbiners Nachum Beer Friedmann Sadagóra. Gilhofer & Ranschburg, Wien 1911 (Bibliothek der Israelitischen Kultusgemeinde Wien; [1]).
  - Bd. 2: Bücher aus der Sammlung S. H. Halberstam Bielitz. Gilhofer & Ranschburg, Wien 1914 (Bibliothek der Israelitischen Kultusgemeinde Wien; [2]) (Digitalisat).
- Die Inschriften des alten Judenfriedhofes in Wien, 2 Bände. Braumüller, Wien, 1912–1917 (Digitalisat).
- Die jüdischen Bewohner Pressburgs im Jahre 1736. In: Archiv für jüdische Familienforschung, Kunstgeschichte und Museumswesen, Jg. 2 (1916), Heft 1–3, S. 2–16 (Digitalisat).
- Gottlieb Saphirs Testament. In: Archiv für jüdische Familienforschung, Kunstgeschichte und Museumswesen, Jg. 2 (1916), Heft 4–6, S. 2–8 (Digitalisat).
- Hebräische Grabsteine aus dem XIII.–XV. Jahrhundert in Wien und Umgebung. Hölder, Wien 1916 (Digitalisat).
- Die Grabinschriften des alten Judenfriedhofes in Eisenstadt. Holzhausen, Wien 1922 (Eisenstädter Forschungen; 1) (Digitalisat).
- Zur Bibliographie der Gedächtnis- und Trauervorträge in der hebräischen Literatur
  - Bd. 1, Wien 1922 (Veröffentlichungen der Bibliothek der Israelitischen Kultusgemeinde Wien; 3)
  - Bd. 2, Wien 1927 (Veröffentlichungen der Bibliothek der Israelitischen Kultusgemeinde Wien; 4)
  - Bd. 3, Wien 1930 (Veröffentlichungen der Bibliothek der Israelitischen Kultusgemeinde Wien; 5)
- Die Abstammung von Karl Marx. In: Festkrift i anledning af Professor David Simonsens 70-aarige Fodestag. Hertz, Kobenhavn 1923, S. 278–289.
- Urkunden und Akten zur Geschichte der Juden in Eisenstadt und den Siebengemeinden. Braumüller, Wien 1926 (Eisenstädter Forschungen; 2).
- Beiträge zur Geschichte der Juden in Mähren. In: Hugo Gold (Hrsg.): Juden und Judengemeinden Mährens. Jüdischer Buch- und Kunstverlag, Brünn 1929.
- Die Hebräische Publizistik in Wien. In drei Teilen. Selbstverlag der Historischen Kommission, Wien 1930 (Quellen und Forschungen zur Geschichte der Juden in Deutsch-Österreich; 9).
- Bibliographie der Schriften Moritz Güdemanns. In: Bericht der Israelitischen Allianz zu Wien, Jg. 48 (1931).
- Literatur über die jüdische Frau. Mit einem Anhang: Literatur über die Ehe. Selbstverlag der Bibliothek der Israelitischen Kultusgemeinde, Wien 1931 (Veröffentlichungen der Bibliothek der Israelitischen Kultusgemeinde Wien; 7).
- Diskussionsschriften über die Judenfrage. Das neue Gesicht des Antisemitismus. In: "B'nai B'rith" Mitteilungen für Österreich, 1933.